# 기요쿠모 에이준
기요쿠모 에이준(일본어: 清雲 栄純, 1950년 9월 11일 ~ )는 일본의 전 축구 선수이다.

## 국가대표팀 경력
그는 1974년 9월 28일 대한민국과의 경기에서 일본 국가대표팀에 데뷔했다. 그는 1980년까지 국제 A매치 통산 42경기에 출전했다.

## 통계
| 일본 | 일본 | 일본 |
| 연도 | 출전 | 득점 |
| ---- | ---- | ---- |
| 1974 | 1    | 0    |
| 1975 | 13   | 0    |
| 1976 | 9    | 0    |
| 1977 | 5    | 0    |
| 1978 | 0    | 0    |
| 1979 | 9    | 0    |
| 1980 | 5    | 0    |
| 통산 | 42   | 0    |